# Küchenabluft

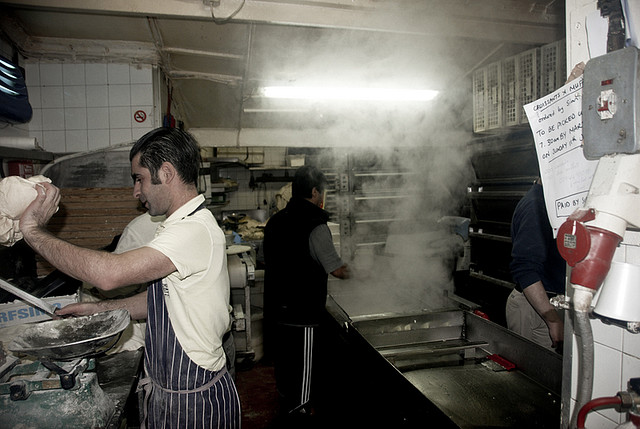
Wrasen in der Küchenluft

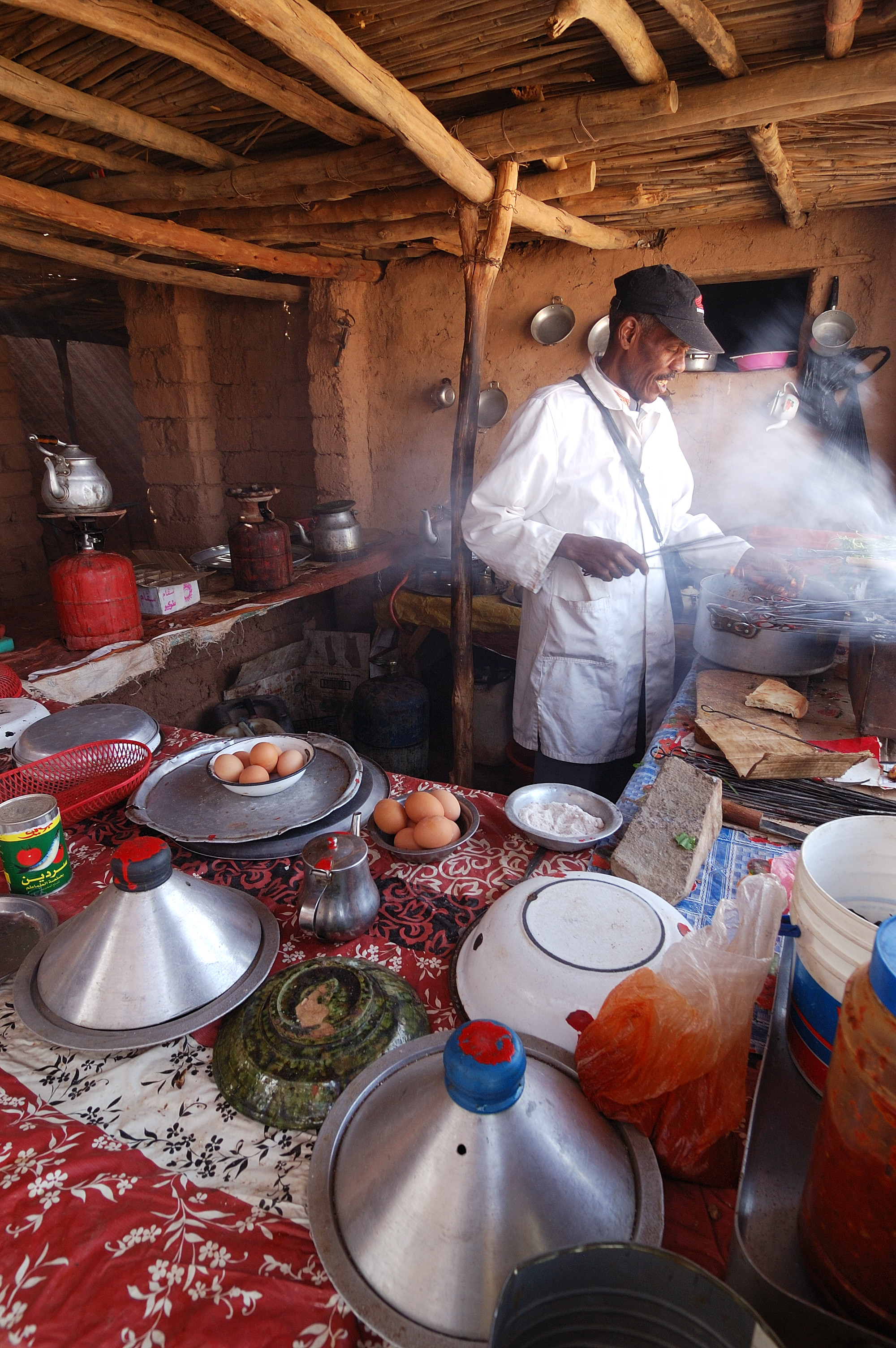
Ein Beispiel für die Entweichung der Küchenabluft durch Fenster- und Fugenlüftung

Unter Küchenabluft ist ganz allgemein die aus einer Küche frei oder gezwungen abströmende Luft zu verstehen. Diese belastete Küchenabluft, der Wrasen, entsteht bei Kochvorgängen und besteht zumeist aus Wasserdampf, Essensgerüchen und Fett.
Rechtlich und technisch unterscheidet man zwischen der privaten und der gewerblichen Küchenabluft.

## Private Küchenabluft

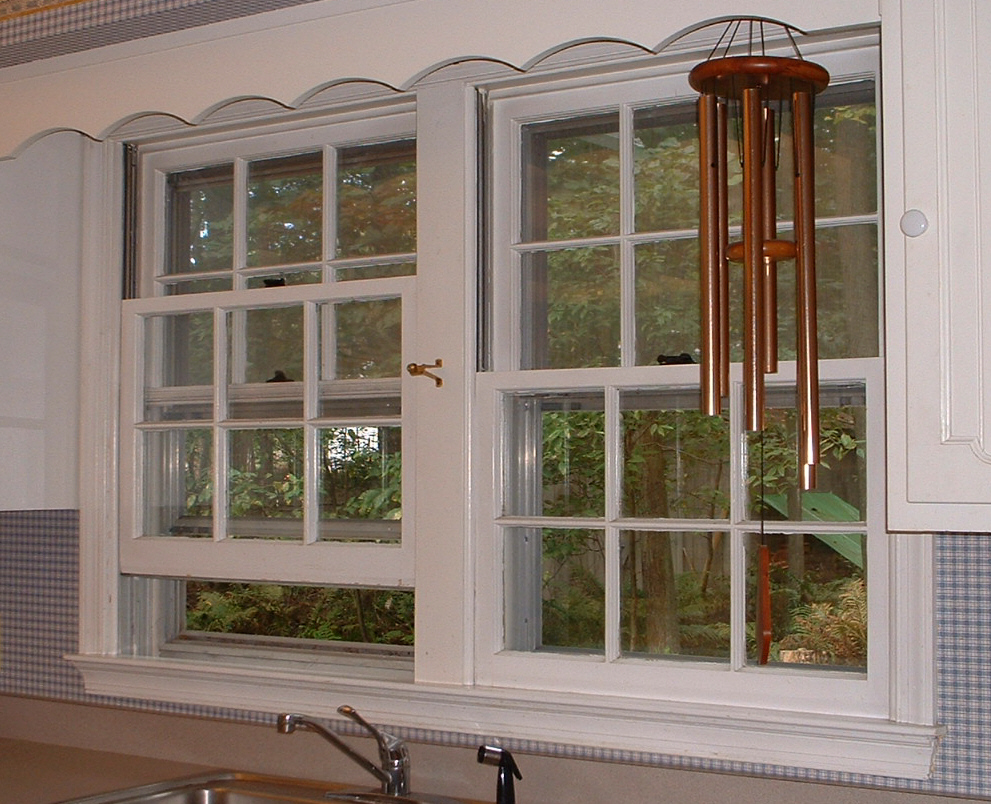
Durch Fensterlüftung kann die Küchenabluft ins Freie entweichen.

Im privaten Haushalt ist die Küchenabluft die in der Küche bei Koch- und Bratvorgängen entstehende gesättigte Küchenluft. 
Häufig gelangt die Küchenabluft lediglich über Fensterlüftung, Schachtlüftung oder Fugenlüftung aus dem Küchenbereich ins Freie. Der größte Fettanteil aus den Wrasen schlägt sich hierbei jedoch an Wänden und auf Möbeln nieder. Die Gerüche verteilen sich im und um das Haus. Je nach Wetterlage und Nachbarschaft kann die unbehandelte Abgabe der Küchenabluft zu Geruchsbelästigungen führen.
Die Zuluft strömt frei nach oder wird über eine Lüftungsanlage zugeführt.
Koch- und Essensgerüche aus der Nachbarwohnung müssen Mieter akzeptieren. Allenfalls extreme Geruchsbelästigungen können beanstandungsfähig sein (Entscheidung LG Essen ZMR 2000, 302).

### Umlufthaube

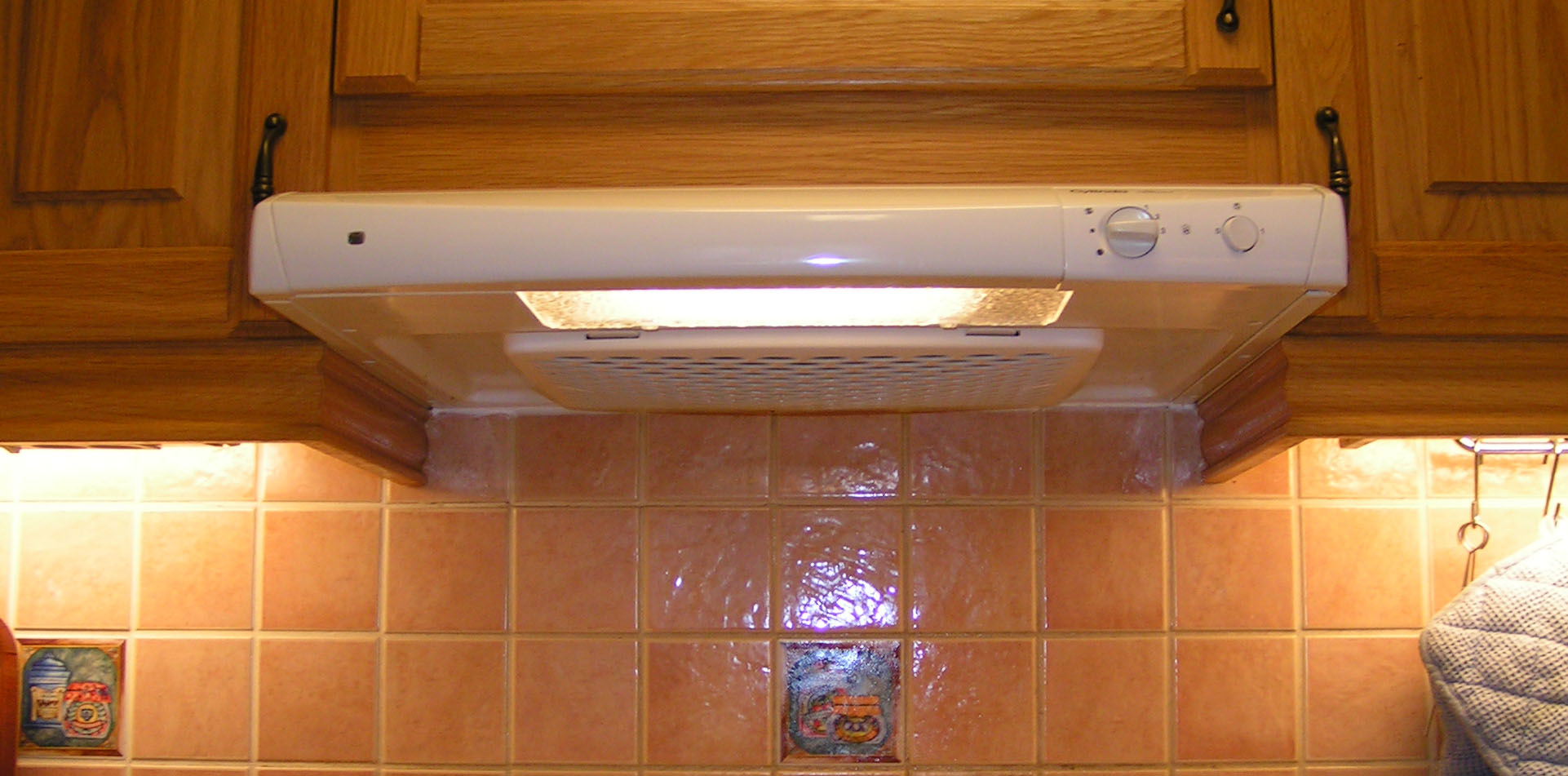
Umlufthaube im privaten Küchenbereich

Private Haushalte nutzen häufig Umlufthauben, sogenannte Dunstabzugshauben. Im Umluftbetrieb saugt der Ventilator die Küchenabluft über der Kochstelle von unten an, leitet sie durch eine Filtermatte (gegebenenfalls mit vorgeschaltetem Fettfanggitter), und bläst sie hiernach durch ein oberhalb angeordnetes Lüftungsgitter zurück in die Küche. Fettfanggitter scheiden Fetttropfen aus den Wrasen ab. Sie sollten regelmäßig geprüft und gereinigt werden, z. B. in der Spülmaschine.
Feine Fettpartikel können durch die Fettfanggitter gelangen. Diese werden von der auswechselbaren Filtermatte aufgesaugt, die zumeist aus einem Kunststoffvlies oder spezieller Filterpappe besteht. Die Filtermatten sind ebenfalls regelmäßig zu überprüfen und gegebenenfalls zu ersetzen.
Im Handel sind Filtermatten mit einer inneren Aktivkohleschicht erhältlich. Die Aktivkohleschicht nimmt zusätzlich auch die Gerüche aus der Küchenabluft auf.
Der Abluftventilator sollte stufenweise zu schalten und fettdicht gekapselt sein sowie aus feuerfestem Kunststoff bestehen.
Im Gegensatz zur Ablufthaube erzeugt die Umlufthaube keinen Unterdruck, weshalb sie auch gleichzeitig mit einer kontrollierten Wohnraumlüftung, einem Kaminofen oder einer Gastherme betrieben werden darf. Sie eignet sich deshalb auch für die Verwendung in einem Niedrigenergiehaus.

### Ablufthaube

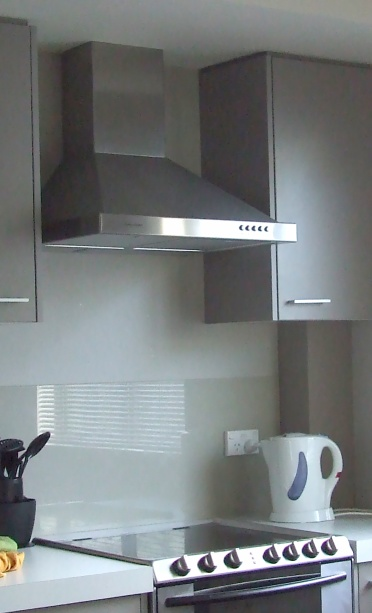
Handelsübliche Ablufthaube im privaten Küchenbereich

Die handelsübliche Ablufthaube für den privaten Haushalt verfügt über einen Fortluftanschluss, um die Küchenabluft durch ein Rohr ins Freie zu blasen.
Der Ventilator lässt sich üblicherweise in mehreren Leistungsstufen schalten. Die Abluftrohre neuerer Modelle verfügen über einen Durchmesser von bis zu 150 mm. Dadurch ist ein geräuschloserer Abzug der Abluft möglich. Oft wird am Ende des Abluftkanals auch eine Rückstauklappe, teils auch mit thermischer Isolierung, eingesetzt.
Häufig werden flexible Wellrohre aus Kunststoff oder Aluminium verlegt.
Da diese kaum von Fettresten zu reinigen sind, sollte die Ablufthaube in diesem Fall nur mit Fettfilter betrieben werden.
Ein Betrieb ohne Fettfilter ist nur dann angebracht, wenn das Abluftrohr leicht zugänglich und so kurz ist, dass es ohne Schwierigkeiten regelmäßig gereinigt werden kann. Die Ansammlung von Fett im Rohrsystem ist zu vermeiden, da Fettbrände schwer zu löschen sind und eine erhebliche Brandlast darstellen. Wird eine mit Fett gefüllte Bratpfanne auf dem Herd vergessen, kann sich das überhitzte Fett von selbst entzünden. Die Flammen setzen rasch den Kunststofffilter der Abzugshaube in Brand und verbreiten sich über das Kanalsystem.

### Geruchsneutralisation
Die Geruchsneutralisation in einer Umluft- oder Ablufthaube kann technisch über einen Aktivkohlefilter, eine UV-C-Lampe, einen Ozongenerator oder ein Ionisationsgerät mit Ionisator erzielt werde. Neben der aktiven Küchabluftaufbereitung kann zudem auch die Raumluft in der Küche geruchsneutralisiert werden.

### Rechtliche Aspekte zu Geruchsbelästigungen durch private Küchenabluft
Das OLG Köln (WuM 1997, 453) verurteilte einen Wohnungseigentümer einer Wohnungseigentumsanlage, eine Dunstabzugshaube einzubauen, um den im Obergeschoss wohnenden Mieter nicht weiter durch Küchengerüche zu belästigen. Zugleich wies das Gericht darauf hin, dass Kochgerüche ortsüblich seien und der Einbau einer Dunstabzugshaube nur ausnahmsweise verpflichtend sein könne.
Unter Fachleuten wird kontrovers diskutiert, ob in Niedrigenergie-Gebäuden Ablufthauben mit Nachströmöffnungen in der Gebäudehülle oder Umlufthauben mit Aktivkohlefiltern vorzuziehen sind.

## Gewerbliche Küchenabluft aus Gastronomie, Großküche und bei Herstellung von Lebensmitteln
Küchenlüftungsanlagen im gewerblichen Bereich sind genehmigungs- und überwachungspflichtig und unterliegen den gültigen Bauvorschriften zur Auslegung, Installation, Betrieb, laufender Wartung und Überwachung.
In der Schweiz wird bei der Gewerbeanmeldung die etwaige Geruchsbelästigung durch kalte oder warme Küchenabluft abgefragt und entsprechende Lüftungstechnik gefordert.
Es wird unterschieden zwischen Abluftanlagen in Küchen mit weniger als 25 kW Anschlussleistung und solchen in Küchen mit mehr als 25 kW.
Der Transport der in der Lüftungs- oder Klimazentralen aufbereiteten Luft erfolgt durch Lüftungskanäle, die überwiegend aus verzinktem Stahlblech bestehen. Weniger häufig werden Aluminiumblech, Edelstahlblech, Kunststoff oder Faserzementplatten verwendet. Auch Mauerwerk oder Beton mit beschichteten Oberflächen kommen als Baustoffe in Frage. Die Lüftungskanäle müssen dicht sein und innen eine möglichst glatte Oberfläche besitzen. Je geringer die Rauheit der inneren Oberfläche, desto geringer ist der Druckverlust.
Die Lüftungskanäle außerhalb der Küche werden im Normalfall gar nicht oder nur selten gereinigt, da Fremdkörper durch Filteranlagen ferngehalten werden.
Lüftungskanäle der Küchenabluftanlage müssen demgegenüber öl- und fettdicht sein sowie regelmäßig kontrolliert und gereinigt werden, insbesondere die unmittelbar an Abluftöffnungen oder Küchenhaube bzw. Küchendecke anschließenden Abschnitte. Die VDI-Richtlinie 6022 Blatt 1 „Hygiene-Anforderungen an raumlufttechnische Anlagen und Geräte“ beschreibt Hygieneanforderungen bezüglich Planung, Installation und Instandhaltung von raumlufttechnischen Anlagen, sowie die fachlichen Voraussetzungen und Hygienekenntnisse, zur Instandhaltung dieser Anlagen.

Eine Küchenhaube zur Beseitigung der Küchenabluft in einem kleinen Restaurant

Eine gewerblich genutzte Küchenlüftungsanlage besteht aus einem Zuluft- und Abluftsystem. Zur Verringerung der Wärmeverluste sind die Lüftungskanäle oft mit einer Wärmedämmung versehen. Bei Kaltluft führenden Leitungen (Frisch- bzw. Außenluftleitungen) muss die Außenseite der Dämmung mit einer Dampfsperre versehen werden, um eine Durchfeuchtung durch Kondensation auf der Oberfläche des Lüftungskanals zu vermeiden.
Der Elektromotor des Abluftventilators muss vom Küchabluftstrom getrennt, besonders gekapselt, und in der Schutzart IP54 ausgeführt sein um vom verbleibenden Fettgehalt der Küchenabluft nicht beeinträchtigt zu werden. Im Ventilatorgehäuse wird ein Ölablassloch vorgesehen, um die durch die Fliehkraft des Rotors am Gehäuse abgeschiedenen Fettpartikel abzulassen.
Insbesondere in Wohngebieten werden von den Behörden Auflagen zur Minimierung und Eliminierung der Geruchsbelästigungen erlassen bzw. die Betriebszulassung von der Einhaltung der Emissionswerte abhängig gemacht.

### Wärmerückgewinnung
Bei fettbelasteter Küchenabluft ist es kaum möglich, Wärmetauscher zur Energierückgewinnung einzusetzen, da diese schnell verfetten und dadurch in der Funktion behindert werden würden. Bei nachweislich sehr guter Fettabscheidung ist der Einsatz spezieller Plattenwärmetauscher und Brandschutzklappen mit Sonderprüfzeichen (anstelle von Brandabschottung) im Küchenabluftkanalsystem zulässig. Wenn Zuluft und Küchenabluft räumlich getrennt sind, kann die Wärmerückgewinnung über ein Kreislauf-Verbundsystem (KVS) erfolgen, wobei Wärmeträgerflüssigkeit zwischen Zu- und Abluftkanal zirkuliert.

### Gewerbliche Umlufthauben in der Gastronomie unter 25kW Küchen-Anschlussleistung
Gewerbliche Umlufthauben unterliegen strengeren technischen und hygienischen Anforderungen, als im Privatbereich verwendete Dunstabzugshauben.
Aus hygienischen Gesichtspunkten wird der Umluftbetrieb (oder teilweisen Abluftbetrieb) nur bei kalter (Sushi) oder minimaler warmer Küche (Pizza) gestattet. Auslegung, Einbau und Betrieb erfordern eine besondere Genehmigung der Bau- und Gewerbeaufsicht bzw. der Lebensmittelaufsicht, die zumeist nur in U-Bahn-Stationen oder bei kritischer Bausituationen erteilt wird, wenn keine Abluftführung bis ins Freie möglich ist.
Nötig sind dann besonders effiziente Fettfanggitter und Filtermatten. Aerosolabscheider können kleinste Fetttropfen und Wrasen abscheiden und müssen täglich in der Spülmaschine gereinigt werden.

### Küchenhaube

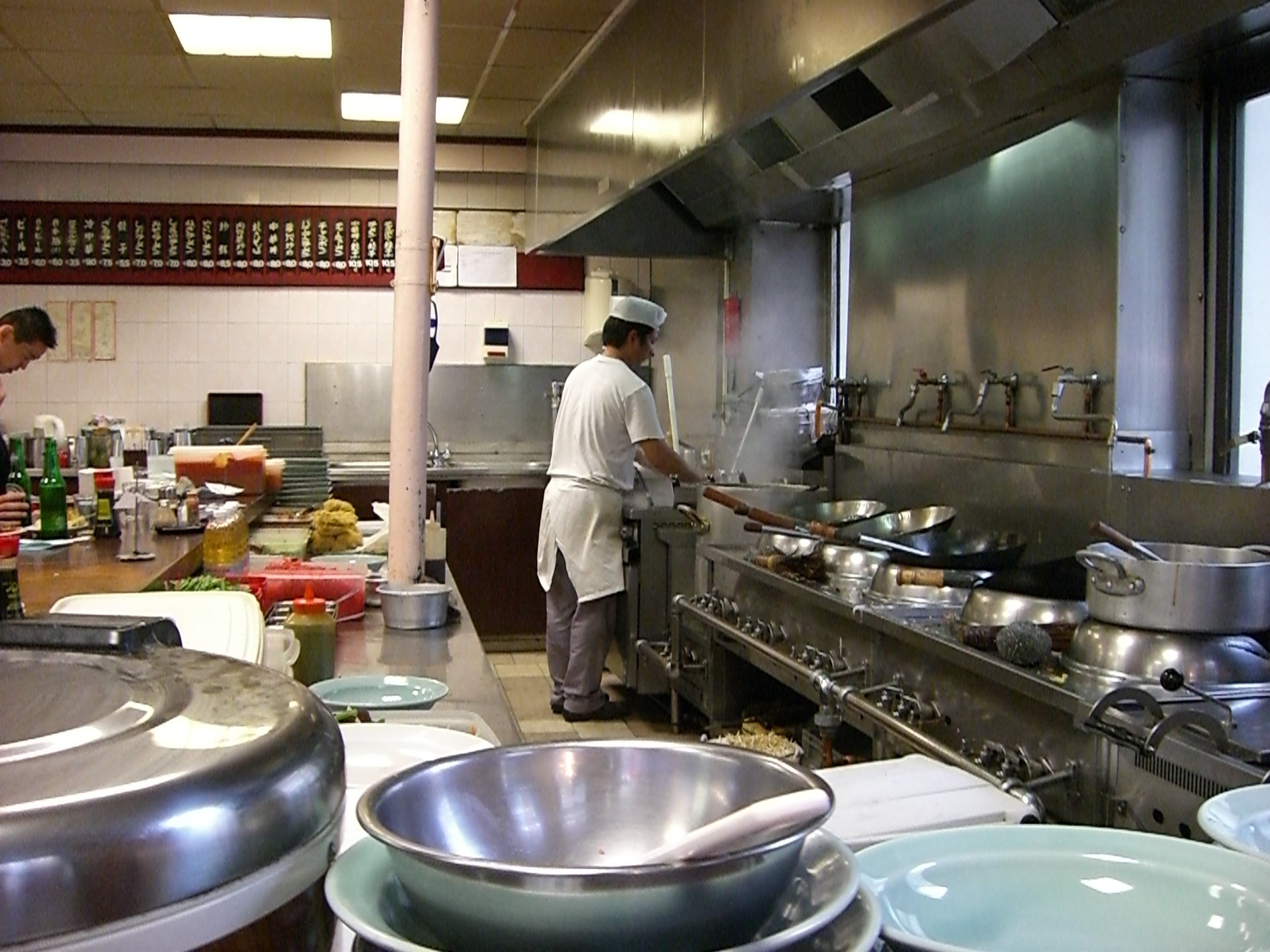
Eine professionelle Küchenhaube in einem asiatischen Restaurant

Küchenablufthauben für gewerbliche Küchen überdecken die gesamten Kochstellen und werden gewöhnlich aus Edelstahl gefertigt.
Aufgrund der erhöhten Brandgefahr von Fritteusen werden in oder unterhalb der Küchenhaube Löschanlagen installiert, die automatisch oder über Notschalter einen lokalen Brand löschen.
Höherwertige Küchenhauben sind mit einer sensorgesteuerten, stufenlosen Regelautomatik ausgestattet, die einen effizienteren Betrieb ermöglicht.

### Küchendecke

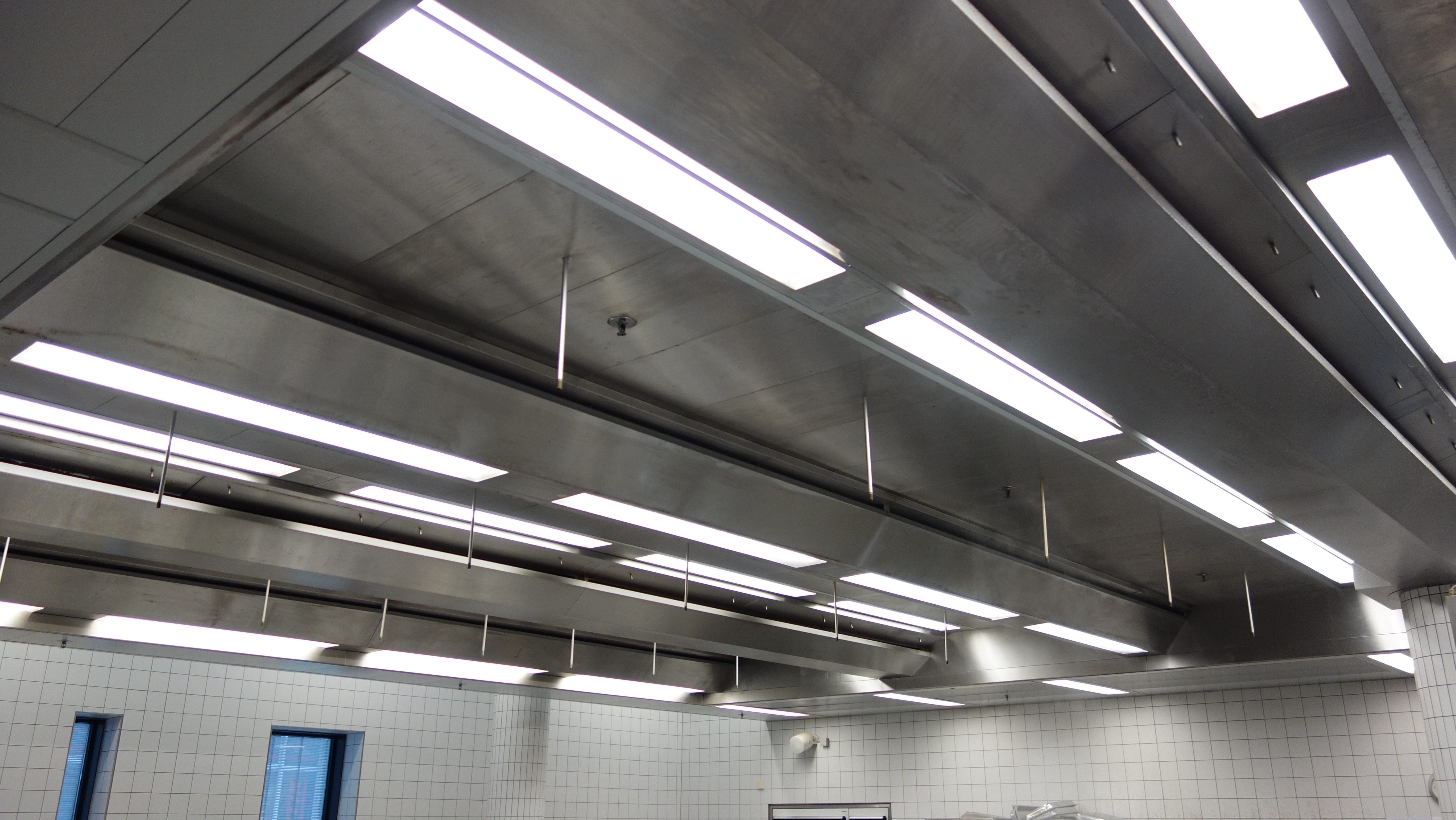
Lüftungsdecke mit Induktionssystem zur Kondensation von Dampf

Gewerblich genutzte Großküchen werden oft mit Lüftungsdecken in Form einer abgehängten Zwischendecke mit Edelstahlkassetten ausgestattet. Die Küchendecke vereint Aerosolabscheider, Zuluftdurchlässe, Sammeleinrichtung und Beleuchtung.
Eine solche System-Decke besteht im Wesentlichen aus Abluft-, Zuluft-, Passivkassetten und Sammelrinnen aus einer speziellen Edelstahl-Legierung. Quadratische, kreuzbogenförmige Deckenkassetten in der Größe 500 × 500 mm, zeigen ein einheitliches Deckenbild. Im Thermikstrom aufsteigende Aerosole werden in den doppelschaligen Abluftkassetten abgeschieden und in Sammelrinnen abgeführt. Dadurch vergrößern sich die Reinigungsintervalle gegenüber herkömmlichen Systemen. Die Reinigung von Deckenkassetten und Sammelrinnen erfolgt in der Spülmaschine. Auch eine Löschanlage kann integriert werden.

### Fettabscheideelemente in Küchenabluftanlagen
Aerosolabscheider können nur Feststoff- und Flüssigkeitspartikel abtrennen. Dampf muss daher gegebenenfalls zunächst in Wäscher- oder Induktionssystemen zur Kondensation gebracht werden.
In Abscheidevorrichtungen aufgefangenes Fett oder Öl muss an spezialisierte Entsorgungsunternehmen übergeben werden.

#### Aerosolabscheider in der Küchenhaube
Aerodynamisch geformte Fettfanggitter scheiden das Fett aus der angesaugten Küchenabluft ab und leiten es in Sammelrinnen innerhalb der Küchenhaube. Diese Aerosolabscheider scheiden das Fett über die in speziellen Profilelementen durch Verwirbelung entstehende Fliehkraft ab.
Spezielle Küchenhauben arbeiten mit eingeblasener Stützluft, welche aufsteigende Wrasen in Richtung des Fettfanggitter bläst und dabei die Temperatur absenkt, um fetthaltige Aerosolpartikel zu kondensieren.
Komfortable Küchenhauben bieten auch automatische Reinigungssysteme für die Aerosolabscheider an.

#### Elektrostatischer Luftreiniger zur Fettabscheidung

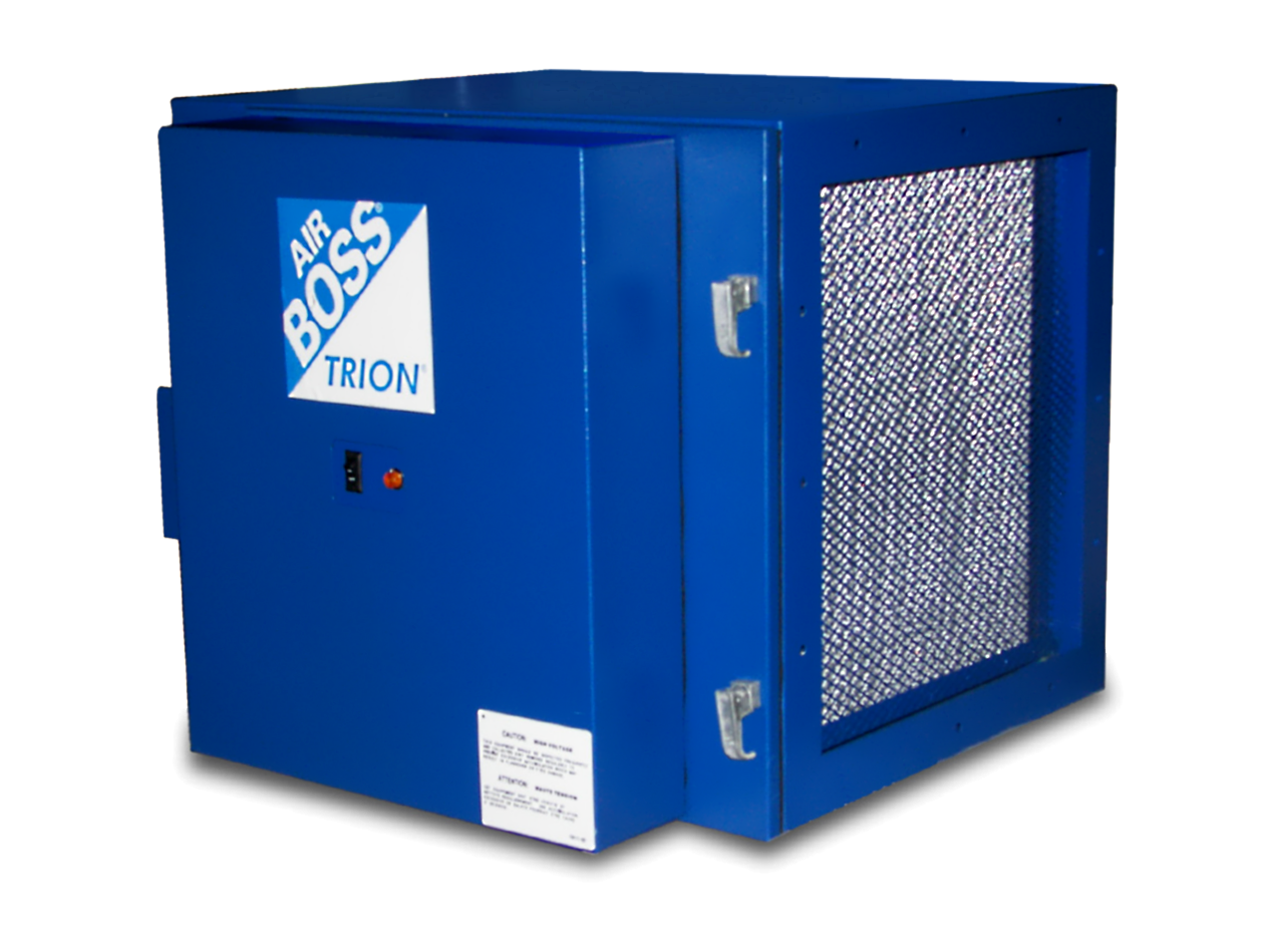
Elektrostatischer Luftreiniger als Kanaleinbaugerät

Elektrofilter können die Fettbestandteile der Abluft zu 99 % ausfiltern. Wie in Ölnebelabscheidern von Werkzeugmaschinen werden die Fettbestandteile abgeschieden und in einer Auffangwanne gesammelt. Die Reinigung der Kollektor-Platten erfolgt durch Absprühen mit Wasser.

#### Aerosolabscheider im Küchenabluftkanal zur Fettabscheidung

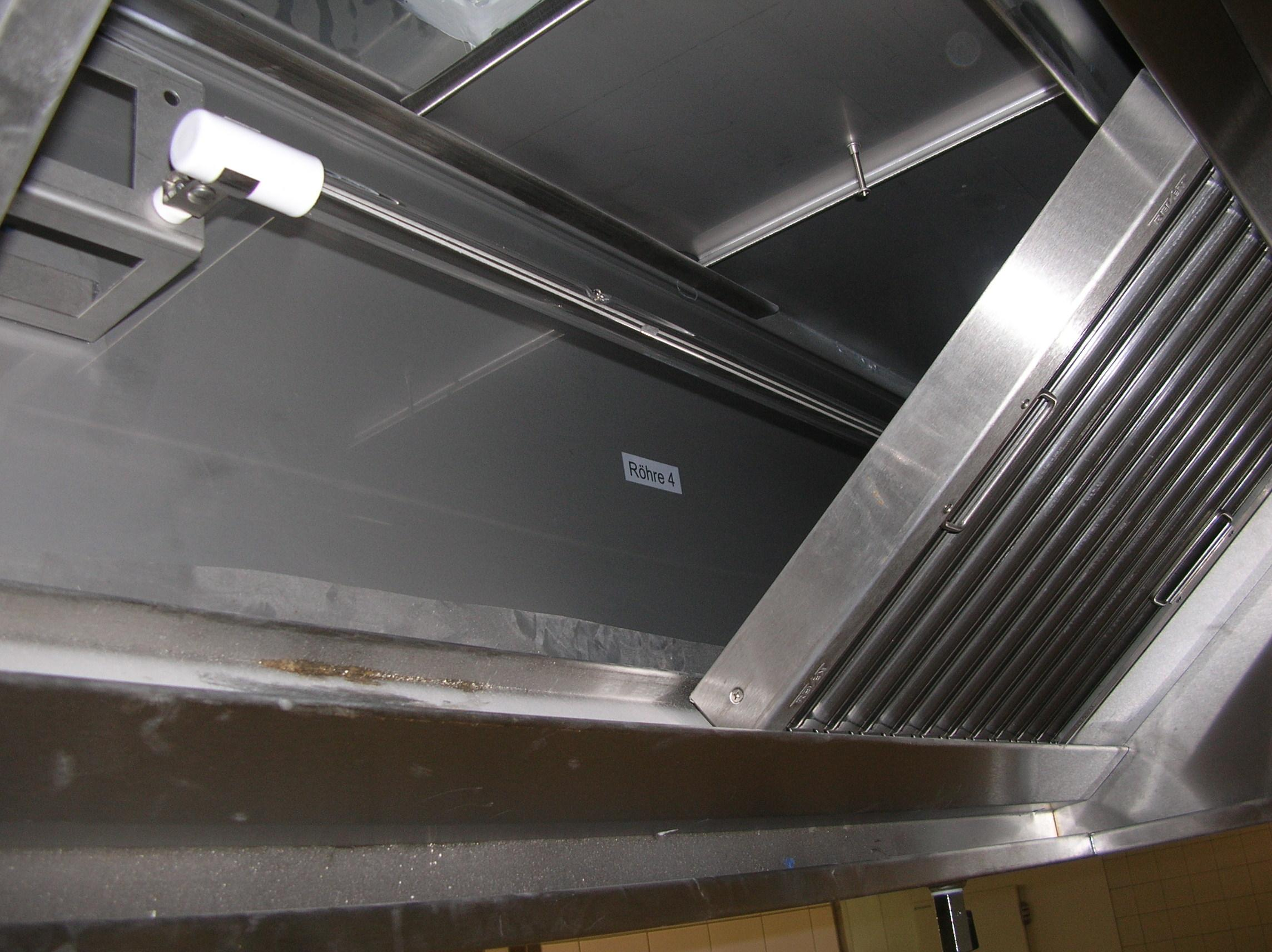
Auf der rechten Seite sind die Aerosolabscheider-Elemente zu erkennen.

Statt in den Fettfanggittern der Küchenhaube kann die Fettabscheidung durch Aerosolabscheider in einem Cyklon erfolgen, der ebenfalls Fliehkräfte zur Abtrennung der Fettpartikel nutzt.
Automatische Reinigungssysteme können die Fliehkraftabscheider selbsttätig reinigen.

### Geruchsneutralisation der Küchenabluft
Die von Fett und Feststoffpartikeln befreite Küchenabluft ist noch mit Küchengerüchen belastet, welche durch diverse technische Systeme neutralisiert werden können, um Geruchsemission und -immission zu minimieren.

#### UV-Technik bzw. Ozongeneratoren

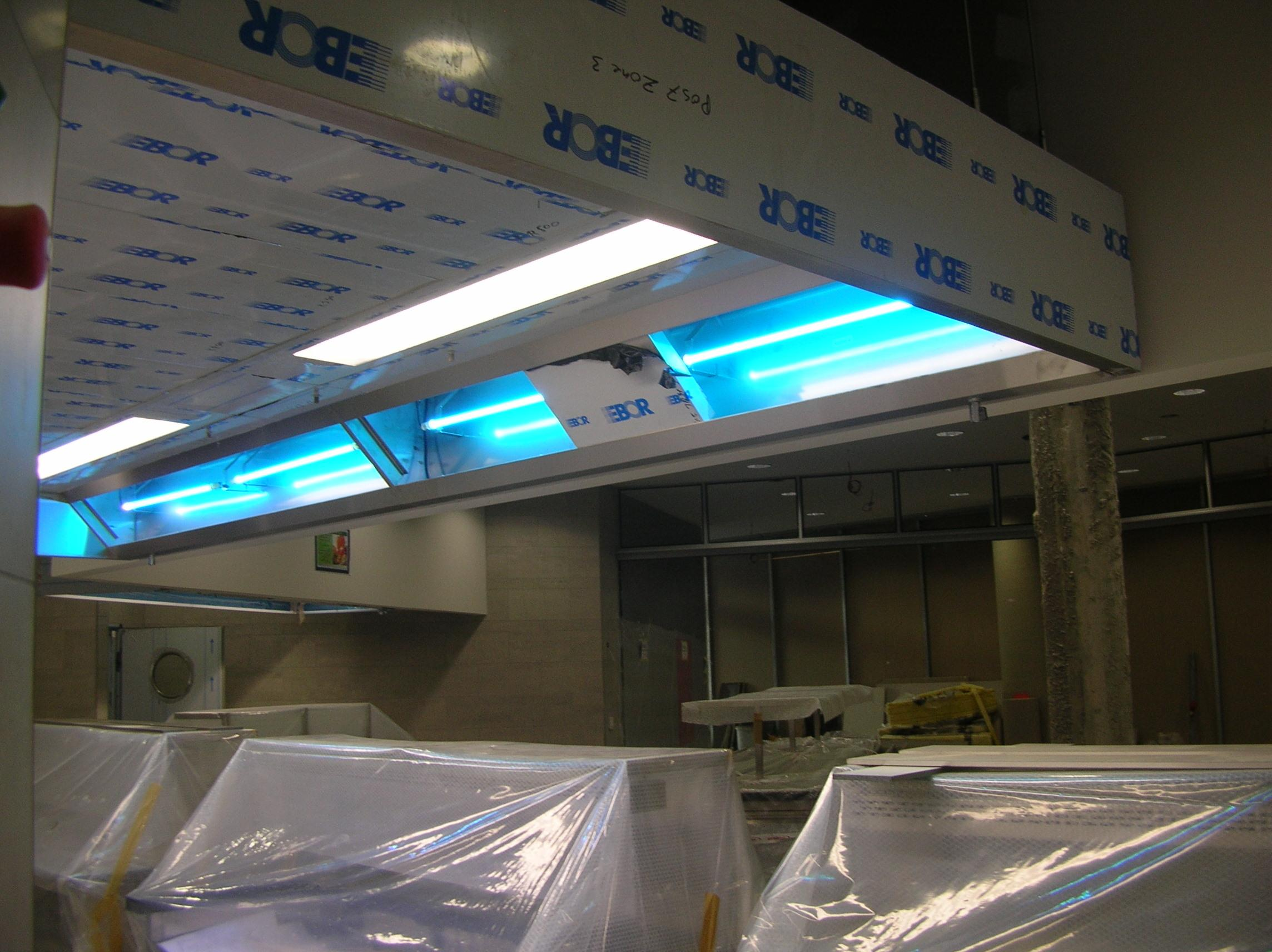
Küchenablufthauben mit UV-C-Lampen zur Geruchsneutralisation der Küchenabluft

UV-Anlagen oder Ozongeneratoren in der Küchenabluftanlage können Geruchsbelästigungen durch Mikrooxidation mit Ozon reduzieren oder ganz neutralisieren. Ozon kann durch die Bestrahlung der Abluft mit UV-Licht in Wellenlängen kleiner als 200 nm erzeugt werden. Alternativ wird das Ozon in separaten Ozongeneratoren erzeugt und der Abluft zugeführt.

#### Aktivkohle
Nach der sicheren Abtrennung aller Fettbestandteile kann die Küchenabluft zur Beseitigung von Gerüchen durch einen Aktivkohlefilter geführt werden. Aktivkohlefilter sind aufgrund der Brandgefahr nicht für die Abscheidung von Fett geeignet. Zudem verklebt das Fett die Poren des Aktivkohlefilter so, dass der Filter nicht mehr wirkt. Der Wasserdampf bzw. das Kondensat aus der Abluft belegt die Poren. Wenn der Luftfilter vom Wasser gesättigt ist wirkt es nicht mehr.

#### Fortluftkamin oder Wetterschutzgitter

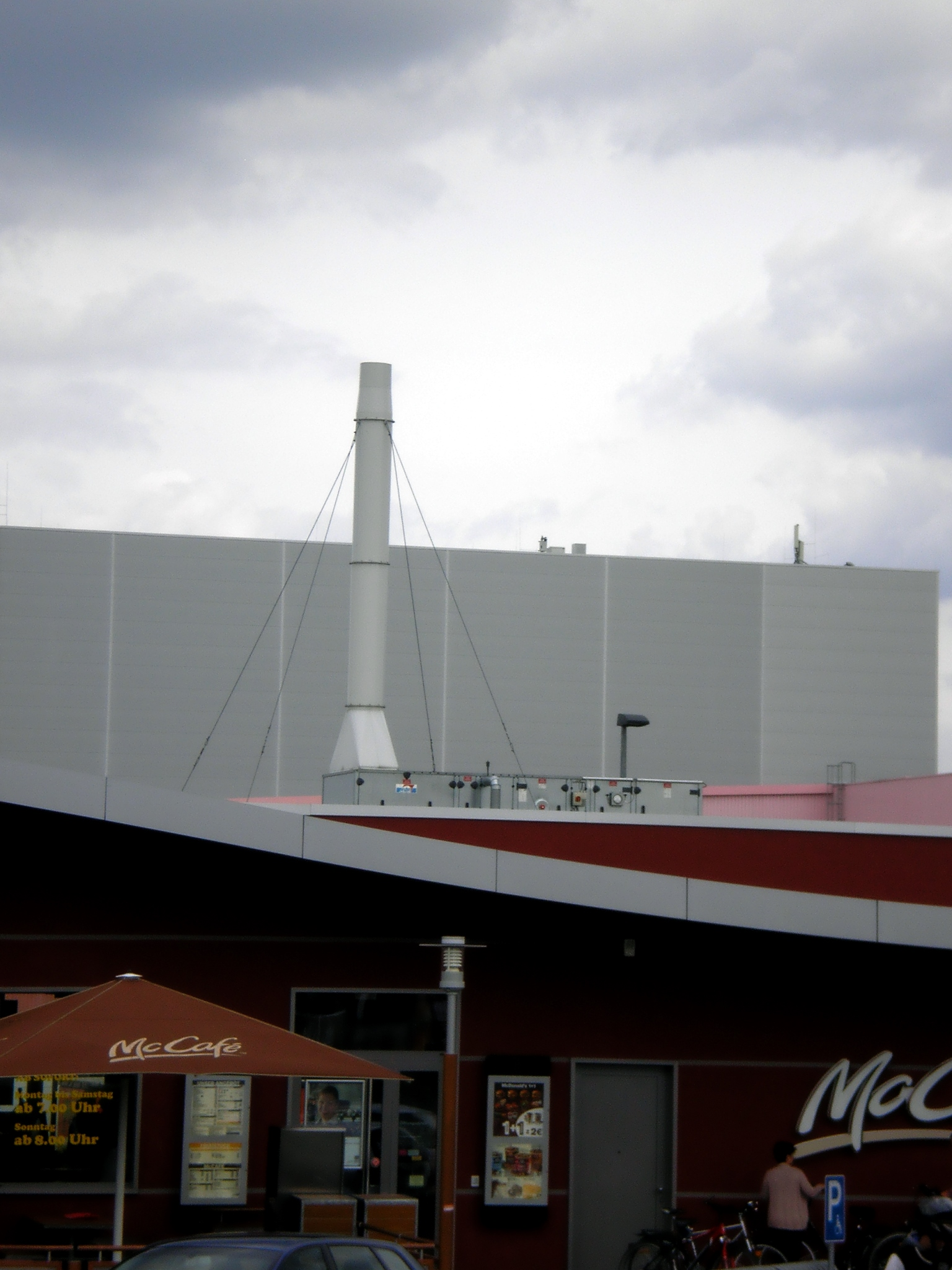
Fortluftkamin bei einem McDonald’s-Restaurant

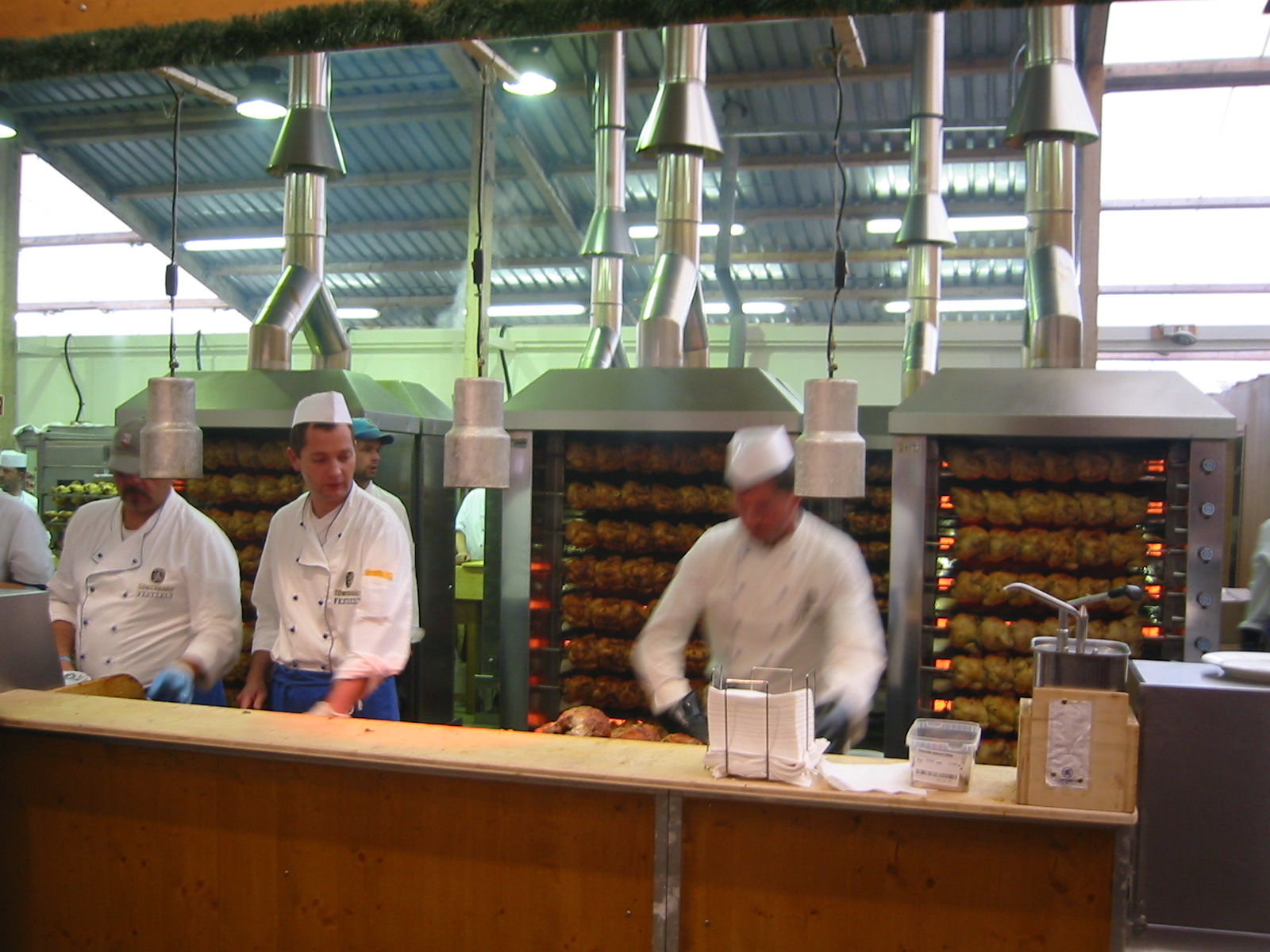
Fortluftkamine auf einigen, mit Gas betriebenen Hähnchen-Grillstationen

Je nach örtlicher Gegebenheit und Genehmigung kann die Abgabe der Küchenfortluft über ein Schutzgitter in der Fassade oder über einen Fortluftkamin erfolgen, der in der Regel aus Edelstahl ist.

#### HEPA Taschenfilter

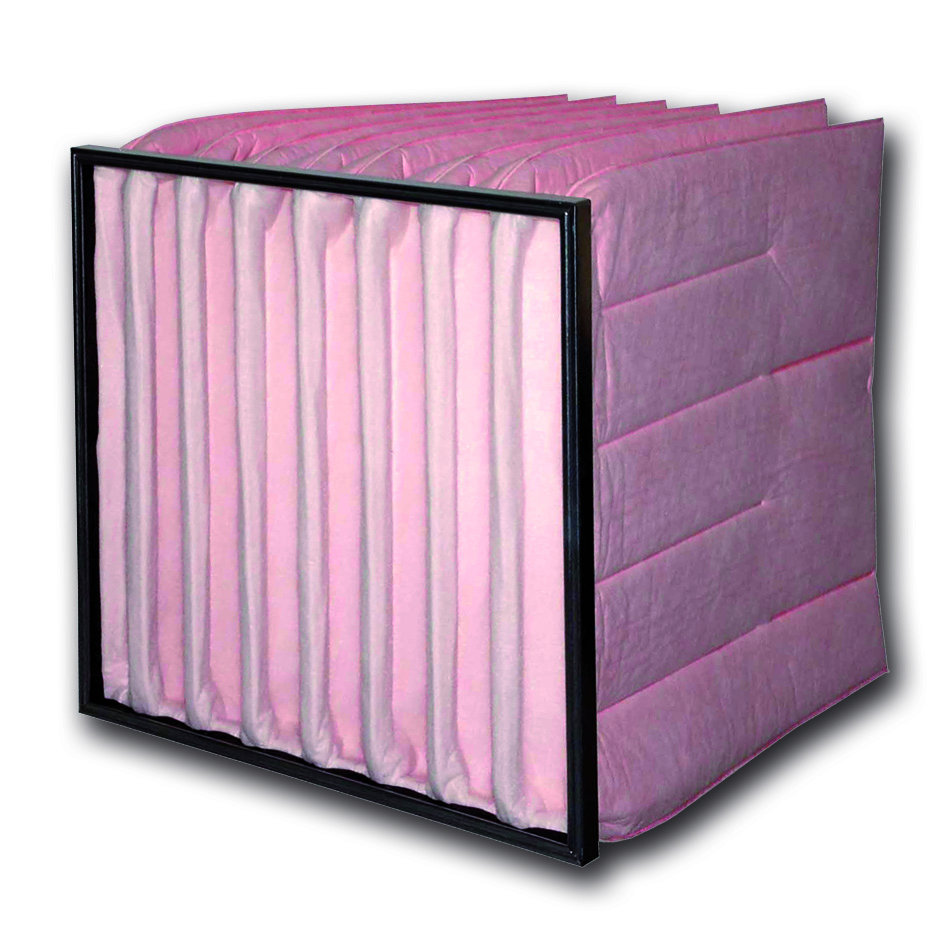
Taschenfilter sind nicht zur Behandlung der Küchenabluft geeignet.

HEPA-Filter können in gewerblichen Küchenabluftanlagen nicht zur Luftreinigung verwendet werden, da sie sich mit Fett vollsaugen und eine Brandgefahr darstellen würden. Bei ausgeschalteter Lüftungsanlage verbreiten mit Fett vollgesaugte HEPA-Filter unangenehme Gerüche.

### Rechtliche Aspekte zu Geruchsbelästigungen gewerblicher Küchenabluftanlagen
In den Richtlinien VDI 2052 und DIN EN 16282 sind Anforderungen an die Hygiene raumlufttechnischer Anlagen sowie den Brandschutz für Küchenabluftanlagen festgelegt.
Das Bundes-Immissionsschutzgesetz (BImSchG) und die Geruchsimmissions-Richtlinie sehen vor, dass messbare Umweltbeeinträchtigungen durch Geruchsbelästigung nicht vorliegen dürfen.
Die Richtlinie VDI 2052 „Raumlufttechnische Anlagen für Küchen“ wird weitestgehend durch die DIN EN 16282 ersetzt. Küchen und zugehörige Bereiche sind Sonderräume, in denen Speisen zubereitet und ausgegeben werden, Geschirr und Geräte gespült und Nahrungsmittel gelagert werden. Die EN 16282 regelt die lufttechnischen Behandlung von gewerblichen Küchen sowie Dimensionierung und Aufbau der raumlufttechnischen Anlagen. Sie gilt in Verbindung mit dem Gesamtwerk der DIN 1946.
Die VDI 2052 gilt nicht für Haushaltsküchen, wohl aber für gewerbliche Küchen mit einer Gesamtanschlussleistung von mehr als 25 kW der Wärme und feuchteabgebenden Geräte (Gargeräte, Spülmaschinen usw.).
Der Bundesgerichtshof (BGH) entschied im September 2009 über den Schallschutz in einem Wohn- und Geschäftshaus mit Fischrestaurant im Erdgeschoss. Der Zu- und Abluftkamin der Lüftungsanlage wurde durch einen Lichthof über das Dach geführt. Ein Mieter minderte die Miete wegen der Geräuschimmissionen und verlangte, den Lüftungsbetrieb zu bestimmten Zeiten zu unterlassen.
Die Richter hielten die Forderung für unberechtigt, da die Belästigung nicht zu einem Mangel der Wohnung führt. Zwar muss der Vermieter auch ohne besondere Abrede die technischen Normen zum Zeitpunkt der Errichtung des Gebäudes einhalten, hier wurden durch die Abluftanlage jedoch nicht die Immissionsrichtwerte der TA Lärm vom 26. August 2006 überschritten (BGH, Urteil vom 23. September 2009, VIII ZR 300/08).
Trotz Kontrolle durch Kaminkehrer oder Gewerbeaufsichtsamt ist immer der Betreiber für den einwandfreien Zustand seiner Küchenabluftanlage verantwortlich (Gerichtsurteil durch Bundesgerichtshof mit AZ.: VI ZR 11/87 vom 2. Feb. 1988). Wird nach einem Brandfall vom Versicherer mangelhafte oder versäumte Reinigung als Brandursache nachgewiesen, führt dies in der Regel zum Verlust der Schadensregulierung.
In England muss die Küchenabluft jeder gewerblich genutzten Küche durch einen Elektrostatischen Luftreiniger gereinigt werden, bevor diese ins Freie ausgeblasen wird.

### Luftführung aus zugehörigen Räumen
Auch die im Fettabscheiderraum mit dem Fettabscheider und der entsprechenden Fettabscheiderabluftanlage, dem Müllraum mit seiner Abluftanlage und dem Kühlhaus mit integrierter Kältetechnik entstehenden Gerüche sind durch eine Abluftanlage abzuführen und gegebenenfalls zu neutralisieren.

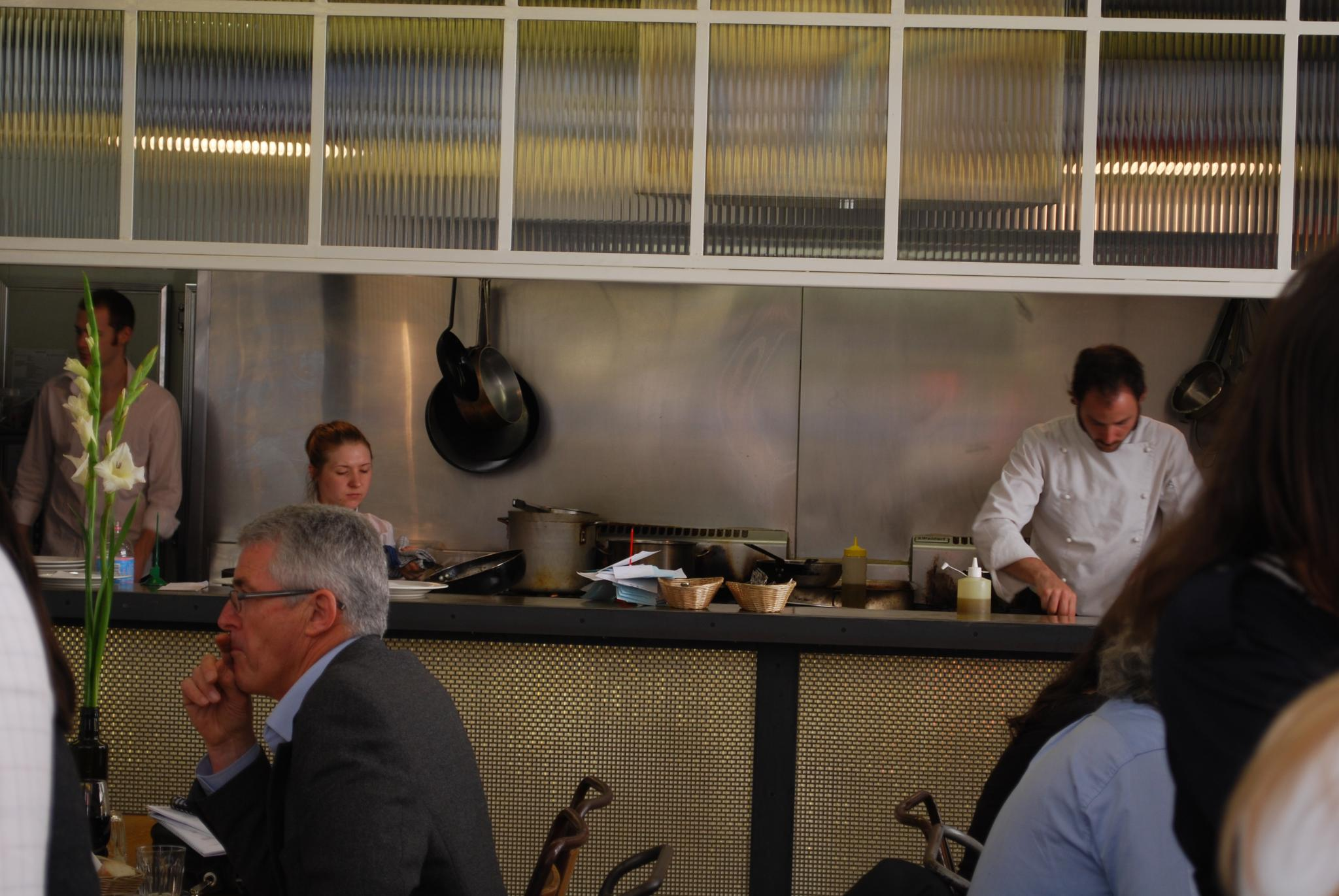
Beispiel einer offenen Küche; Küchenabluftvorrichtungen verhindern, dass Gerüche in den Speiseraum eindringen.

Durch eine Luftschleuse oder entsprechende Luftführung ist sicherzustellen, das aus angrenzenden Gasträumen keine Luft in die Küche gelangt, um die Verschleppung von Krankheitskeimen auszuschließen.
Besonders beim Show-Kochen (Frontcooking) im Gastraum können besondere Maßnahmen erforderlich sein, um dieses Ziel zu erreichen.

## Normung

### Europa

#### Europäische Normen
Für Lüftungsanlagen gelten folgende Europäische Normen:
- EN 12237 [2003-07]: Lüftung von Gebäuden – Luftleitungen – Festigkeit und Dichtheit von Luftleitungen mit rundem Querschnitt aus Blech
- EN 12792 [2004-01]: Lüftung von Gebäuden – Symbole, Terminologie und graphische Symbole
- EN 13779 [2007-09]: Lüftung von Nichtwohngebäuden – Allgemeine Grundlagen und Anforderungen für Lüftungs- und Klimaanlagen und Raumkühlsysteme
- EN 15780 [2012-01]: Lüftung von Gebäuden – Luftleitungen – Sauberkeit von Lüftungsanlagen
- EN 16282: Einrichtungen in gewerblichen Küchen – Elemente zur Be- und Entlüftung
- EN 1825 [2002-05]: Abscheideranlagen für Fette
  - Teil 1: Bau-, Funktions- und Prüfgrundsätze, Kennzeichnung und Güteüberwachung
  - Teil 2: Wahl der Nenngröße, Einbau, Betrieb und Wartung

#### Deutschland
Für Lüftungsanlagen gelten folgende DIN in ganz Deutschland:
- DIN 1946 [2009-05] Raumlufttechnik
  - Teil 6: Lüftung von Wohnungen – Allgemeine Anforderungen, Anforderungen zur Bemessung, Ausführung und Kennzeichnung, Übergabe/Übernahme (Abnahme) und Instandhaltung
- DIN 16282 [2017-12] Einrichtungen in gewerblichen Küchen - Elemente zur Be- und Entlüftung
  - Teil 1: Allgemeine Anforderungen einschließlich Berechnungsmethoden
  - Teil 2: Küchenlüftungshauben; Gestaltungs- und Sicherheitsanforderungen;
  - Teil 3: Küchenlüftungsdecken; Gestaltungs- und Sicherheitsanforderungen;
  - Teil 4: Luftdurchlässe; Gestaltungs- und Sicherheitsanforderungen;
  - Teil 5: Luftleitungen; Gestaltung und Dimensionierung;
  - Teil 6: Abscheider; Gestaltungs- und Sicherheitsanforderungen;
  - Teil 7: Einbau und Betrieb von stationären Feuerlöschanlagen;
  - Teil 8: Anlagen zur Aerosolnachbehandlung; Anforderungen und Prüfung;
- DIN 18017 [1987-02] Lüftung von Bädern und Toilettenräumen ohne Außenfenster
  - Teil 1: Einzelschachtanlagen ohne Ventilatoren
  - Teil 3: Lüftung mit Ventilatoren
- DIN 18869 [2004-03] Großküchengeräte – Einrichtungen zur Be- und Entlüftung von gewerbsmäßigen Küchen
  - Teil 1: Küchenlüftungsdecke offene Bauart mit Deckendruckraum
  - Teil 2: Küchenlüftungsdecke geschlossene Bauart mit Luftkammer
  - Teil 5: Aerosolabscheider
- DIN Fachbericht 4108 [2010-09] Wärmeschutz und Energie-Einsparung in Gebäuden
  - Teil 7: Luftdichtheit von Gebäuden – Anforderungen, Planungs- und Ausführungsempfehlungen sowie -beispiele

Berufsgenossenschaftliche Regeln für Sicherheit und Gesundheit bei der Arbeit:
- BGR 111 (bisherige ZH 1/37): Arbeiten in Küchenbetrieben – Regeln für Sicherheit und Gesundheitsschutz in Küchen[19]
  - 5.21.1 Abluftanlagen dürfen nur mit Fettfangfilter betrieben werden.
  - 5.21.2 Fettfangfilter in Abluftanlagen sind entsprechend den betrieblichen Anforderungen, mindestens jedoch alle 14 Tage, zu reinigen. Dies schließt ein, dass bei starkem Fettanfall auch eine tägliche Reinigung erforderlich sein kann.
  - 5.21.3 Küchenabluftdecken sind regelmäßig, mindestens jedoch halbjährlich, auf ihren Verschmutzungsgrad zu prüfen und bei Bedarf zu reinigen. Dies gilt insbesondere für den Deckenhohlraum.
  - 5.21.4 Einrichtungen der Abluftanlage sind mindestens halbjährlich zu prüfen und bei Bedarf zu reinigen. Dies sind z. B. Abluftleitungen, Ventilatoren, Aggregatkammern.

#### Österreich (Tirol)
Landesgesetzblatt für Tirol 111. Gesetz vom 8. Oktober 1998, mit dem eine Feuerpolizeiordnung für Tirol erlassen wird (Tiroler Feuerpolizeiordnung 1998):
- §9 Reinigungspflichtige Anlagen
(3) Abluftleitungen, Absaugleitungen und Transportleitungen, in denen sich brennbare Rückstände ansammeln können, sowie Müllabwurfschächte sind so zu reinigen, dass die Entzündung von Ablagerungen vermieden wird.
- §10 Reinigungs- und Überprüfungspflicht
(3) Die im §9 Abs. 3 genannten Anlagen sind vom Eigentümer oder vom sonst hierüber Verfügungsberechtigten nach Bedarf zu reinigen oder reinigen zu lassen.

### USA: UL-Normung
- UL 710 der US-amerikanischen Underwriters Laboratories – Exhaust hoods for commercial cooking equipment/ Abzugshauben für gewerbliche Kochgeräte[21]
- UL 1046[22] der US-amerikanischen Underwriters Laboratories – Grease Filters for Exhaust Ducts  (behandelt u. a. die Flammendurchschlagsicherheit von Aerosolabscheidern)